# 林肯縣 (俄勒岡州)
林肯縣（英語：Lincoln County）是美国俄勒冈州西部的一個郡，西臨太平洋，面積3,092平方公里。根據2020年美國人口普查，共有人口50,395人。縣治紐波特主要產業有木材、漁業、農業和旅游業。該縣成立於1893年2月20日，縣名紀念第十六任美国总统亚伯拉罕·林肯。